# Potyczka pod Oględowem
Potyczka pod Oględowem – bitwa pancerna stoczona 13 sierpnia 1944 z niemiecką kolumną pancerną podążającą na linię frontu na przyczółku baranowsko-sandomierskim w czasie zasadzki zorganizowanej przez zwiad Armii Czerwonej pod Oględowem.

## Potyczka pancerna pod Oględowem
Usiłując zlikwidować tworzony przez armię radziecką przyczółek baranowsko-sandomierski, Niemcy użyli po raz pierwszy nowych czołgów Panzerkampfwagen VI B Tiger II (Königstiger). Podążająca w kierunku Staszowa z zamiarem dotarcia na linię frontu niemiecka kolumna pancerna w okolicy Oględowa wpadła w zasadzkę. Zorganizował ją dowódca patrolu radzieckiego z 6 Korpusu Pancernego Gwardii mł. lejt. Aleksandr Ośkin, wykorzystując dogodne ukształtowanie terenu.
Doskonale zamaskowany (w dużym stopniu snopami skoszonego zboża) czołg T-34-85 Ośkina, którego załogę stanowili także: st. sierż. Aleksandr Stiecenko (kierowca-mechanik), st. sierż. Abubachir Mierchajdarow (celowniczy), st. sierż. Aleksandr Grudinin (strzelec-radiooperator) i mł. sierż. Aleksiej Chalczew (ładowniczy), strzałami z najbliższej odległości trafił 3 niemieckie czołgi, które stanęły w płomieniach. Reszta kolumny zawróciła.
Użyte pod Oględowem Tygrysy II pochodziły ze składu 501 Batalionu Czołgów Ciężkich. Po zakończeniu walk w ręce Rosjan wpadły 3 całkowicie sprawne Tygrysy Królewskie o numerach „234”, „102” i „502”. Czołg w wersji dowódczej o numerze „502” został porzucony przez załogę na podwórzu jednego z zabudowań w Oględowie w pełni sprawny, z pełnym zapasem amunicji i paliwa. Według znalezionej dokumentacji Tygrys Królewski miał przebieg 444 kilometry. Obecnie czołg ten znajduje się w Muzeum Czołgów w Kubince pod Moskwą.
Za odwagę i bohaterstwo w tej potyczce, z rozkazu Prezydium Rady Najwyższej ZSRR 23 września 1944 mł. lejt. Aleksandr Ośkin otrzymał tytuł Bohatera Związku Radzieckiego wraz ze Złotą Gwiazdą i Orderem Lenina, st. sierż. Abubachir Mierchajdarow Order Czerwonego Sztandaru a reszta załogi Order Wojny Ojczyźnianej II stopnia.